# ريكاردو رودريغيز (دراج)
ريكاردو رودريغيز (بالإسبانية: Ricardo Rodríguez de la Vega) (و. 1942 – 1962 م) هو سائق فورمولا 1، ومتسابق دراجات نارية، وسائق سيارة سباق، من المكسيك، ولد في مدينة مكسيكو، شارك في لو مان 24 ساعة، توفي في مدينة مكسيكو، عن عمر يناهز 20 عاماً.